# Piotr Krupa
Piotr Krupa (* 19. Juni 1936 in Braciejowa, Woiwodschaft Karpatenvorland; † 4. März 2024 in Tczew) war ein polnischer römisch-katholischer Geistlicher und Weihbischof in Pelplin.

## Leben
Der Weihbischof in Breslau, Wilhelm Pluta, weihte ihn am 14. Mai 1961 zum Priester.
Papst  Johannes Paul II. ernannte ihn am 18. Februar 1984 zum Titularbischof von Aquae Albae in Byzacena und zum Weihbischof in Koszalin-Kołobrzeg. Die Bischofsweihe spendete ihm der Erzbischof von Gnesen und Primas von Polen, Józef Kardinal Glemp, am 15. April desselben Jahres im Kolberger Dom; Mitkonsekratoren waren Jerzy Stroba, Erzbischof von Posen, und Ignacy Ludwik Jeż, Bischof von Koszalin-Kołobrzeg. Sein Wahlspruch Adveniat Regnum Tuum (deutsch: Dein Reich komme) entstammt dem Vaterunser.
Am 25. März 1992 wurde er zum Weihbischof in Pelplin ernannt. Zudem war er Generalvikar des Bistums. Am 15. September 2011 nahm Papst Benedikt XVI. sein aus Altersgründen vorgebrachtes Rücktrittsgesuch an.
Piotr Krupa starb am 4. März 2024 mit 87 Jahren in einem Krankenhaus in Tczew.